# Camille-Cathrine Rommedahl
Camille-Cathrine Rommedahl (født 21. februar 1983 i Fredensborg) er en dansk musicalperformer og skuespillerinde.
Rommedahl er uddannet fra Det Danske Musicalakademi i 2005. 

## Filmografi
- Kandidaten (2008)
- Julefrokosten (2009)
- Max Pinlig 2 - sidste skrig  (2011) - Christiane

## Teaterforestillinger
- Anything Goes - Det Ny Teater 2016 - Reno Sweeney
- Jekyll and Hyde - Det Ny Teater 2016 - Emma Carew
- Beauty and the Beast - Det Ny Teater 2014 - Babette
- Young Frankenstein - Frederica Teater 2014 - Elizabeth
- Crazy for You - Det Ny Teater 2013 - Irene Roth
- Love Never Dies - Det Ny Teater 2013 - Meg Giry
- Sing'in in the Rain - Det Ny Teater 2012 - Lina Lamont
- Annie - Det Ny Teater 2011 - Ensemble
- Wicked - Det Ny Teater 2011 - Ensemble, Understudy for Glinda
- Mary Poppins - Det Ny Teater 2010 - Ensemble